# Кнехт, Ханс
Ханс Кнехт (нем. Hans Knecht; род. 26 сентября 1913 года в Альбисридене, Швейцария — ум. 8 марта 1986 года в Цюрихе, Швейцария) — швейцарский профессиональный шоссейный велогонщик, выступавший с 1938 по 1948 год. Чемпион мира среди любителей (1938) и профессионалов (1946). Трёхкратный чемпион Швейцарии.

## Достижения
1938
1-й  Чемпионат мира – любители
1941
3-й Тур Лозанны
5-й Тур Швейцарии
1942
2-й Чемпионат Швейцарии
2-й Тур Северо-Западной Швейцарии
3-й Чемпионат Цюриха
5-й Тур Швейцарии
1943
1-й  Чемпионат Швейцарии
1-й Тур Лозанны
1-й Тур дю Лак Леман
1944
1-й Цюрих – Лозанна
3-й Чемпионат Цюриха
1946
1-й  Чемпионат мира
1-й  Чемпионат Швейцарии
2-й Тур Северо-Западной Швейцарии
1947
1-й  Чемпионат Швейцарии
1-й Тур Северо-Западной Швейцарии
2-й Шесть дней Парижа (с Ферди Кюблером)
1948
3-й Тур Северо-Западной Швейцарии